# Hunter Industries
Hunter Industries — американская компания, производитель ирригационного оборудования для ландшафтного дизайна и индустрии полей для гольфа, находящаяся в Сан-Маркосе, Калифорния. Являются вторым по величине работодателем в Сан-Маркосе после San Marcos Unified School District (группа государственных образовательных учреждений).

## История

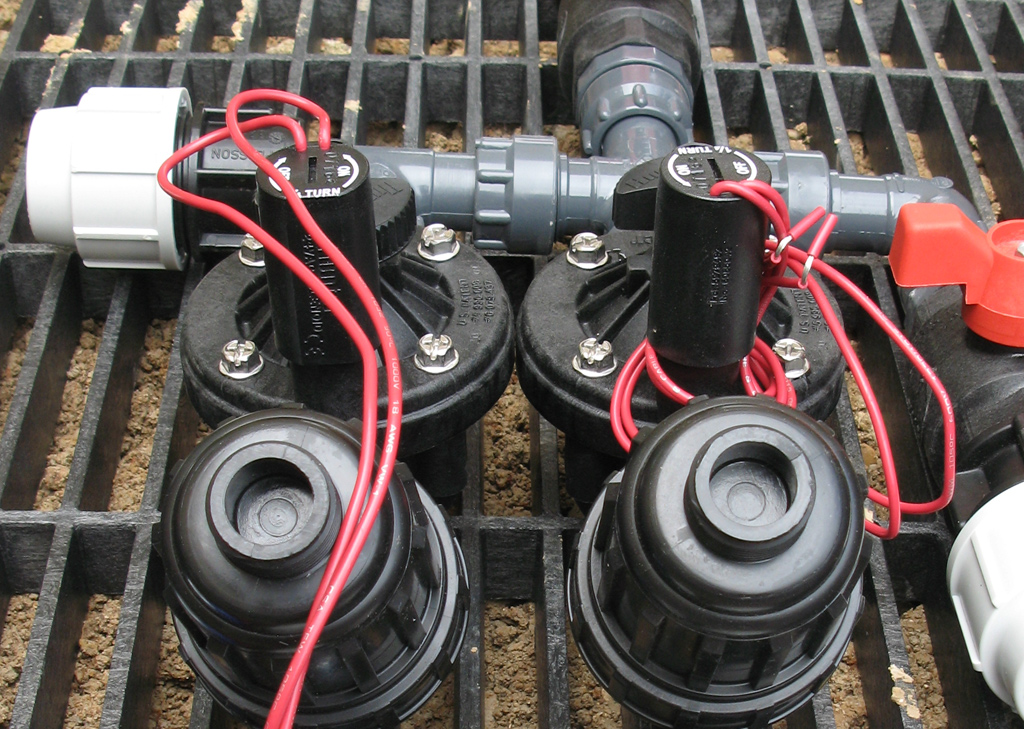
Электромагнитный клапан Hunter Industries

Hunter производит выдвижные роторы с зубчатой передачей, оросители, клапаны, контроллеры, центральные контроллеры и датчики погоды. Компания сообщает, что владеет более чем 250 патентами на продукцию и 40 товарными знаками, а также ведёт бизнес в 125 странах. Компания была основана в 1981 году Эдвином Дж. Хантером и Полом М. Хантером для производства компактного ландшафтного оросителя под названием «PGP» (аббревиатура от англ. professional gear-driven pop-up), первого оросителя, который обеспечивает «согласованную норму осадков» независимо от радиуса или дуги. Ранее президентом и исполнительным директором был Ричард Э. Хантер, сын Эдвина. В настоящее время обязанности президента исполняет сын Ричарда, Грег Хантер.
Продукция Hunter Industries используется в самых разнообразных местах, включая спортивные стадионы, национальные достопримечательности, отели и городские парки. Они также предлагают продукцию в нескольких других отраслях, таких как производство для клиентов, ландшафтное освещение (благодаря приобретению FX Luminaire в 2009 году) и медицинская промышленность. Они управляют производственными площадками как в Сан-Маркосе, Калифорния, так и в Тихуане, Мексика, а также имеют зарубежные офисы, расположенные в Китае. В период с 1992 по 2009 гг. компания эксплуатировала завод-изготовитель в Кэри (Северная Каролина), но он закрылся из-за неблагоприятных рыночных условий в то время.
В 2016 году Center for Executive Excellence (CEE) признал Hunter Industries одной из двенадцати компаний, которые преуспели в продвижении успешной бизнес-культуры.

## Приобретения

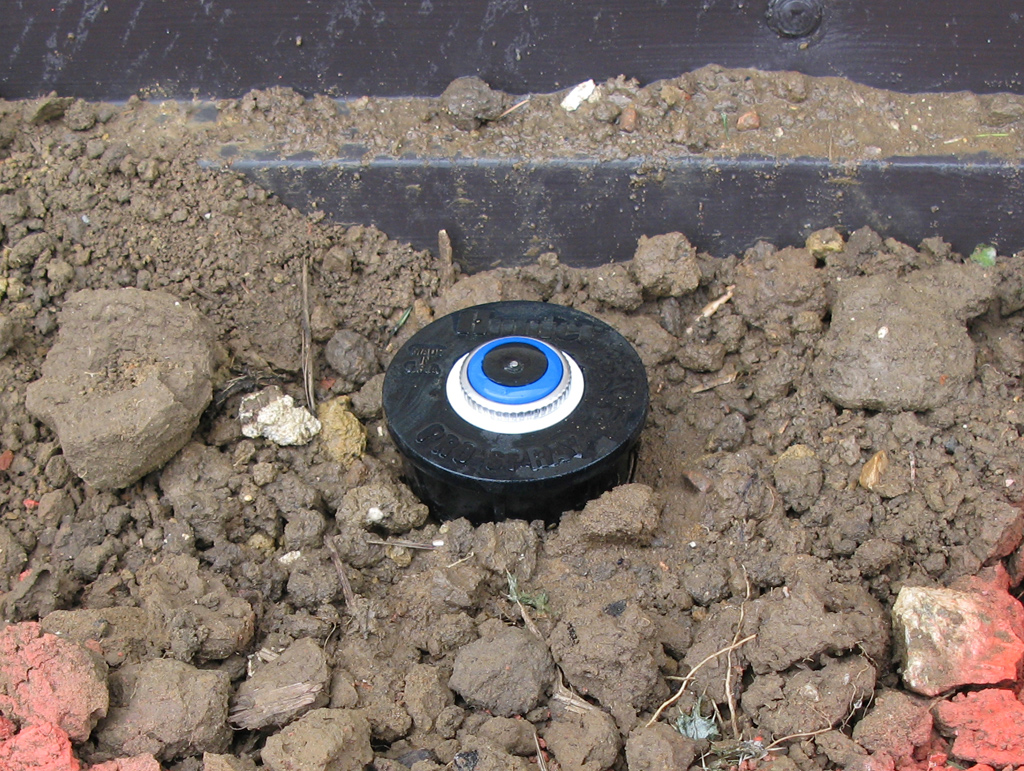
Форсунка для оросителя Hunter Industries

16 июня 2017 года Hunter industries приобрела компанию Dispensing Dynamics International у Kinderhook Industries. Это приобретение знаменует собой первый крупный выход Hunter Industries на рынок, не связанный с ирригационными или ландшафтными продуктами.
4 января 2016 года Hunter Industries приобрела флоридскую компанию Senninger Irrigation. Обе компании являются стратегическими партнерами с 2004 года. 24 июня 2015 года компания приобрела все средства ландшафтного орошения, патенты и товарные знаки у Alex-Tronix Controls.
В 2009 году она приобрела компанию FX Luminaire, занимающуюся ландшафтным освещением, а в 2008 году — компанию Grizzle & Hunter Plastics LLC., изготавливающую формы под заказ (в настоящее время переименована в Hunter Custom Manufacturing).
В 2007 году Hunter приобрела линейку продуктов MP Rotator у компании Walla Walla Sprinkler по договору с Nelson Irrigation Corporation. В 1999 году она приобрела линейку товаров для полива Legacy Golf у Buckner Incorporated.

## Охрана окружающей среды

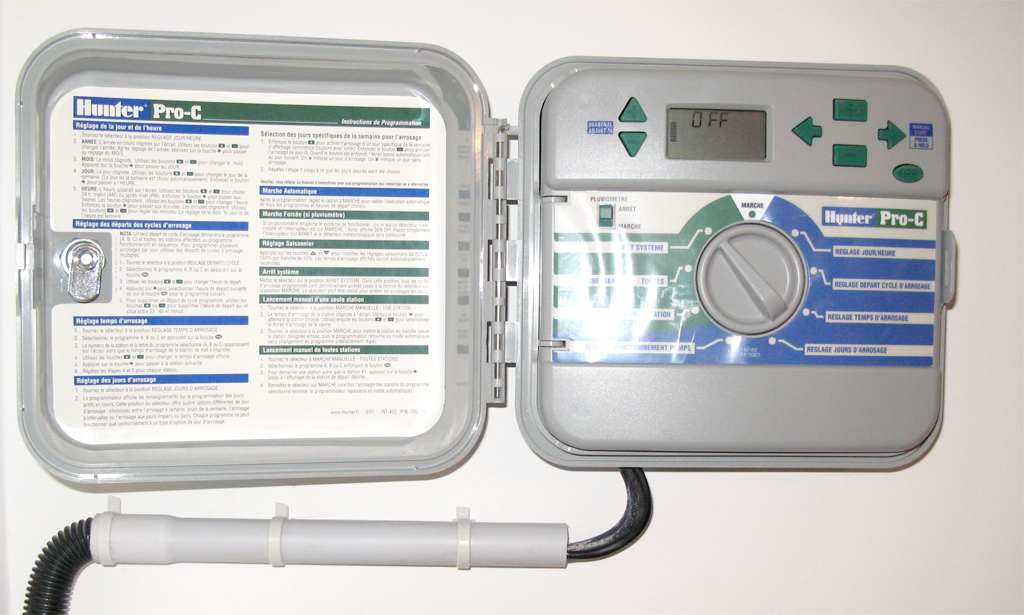
Настенный планировщик для автоматического полива Hunter Industries PRO-C

В рамках возросшего внимания к экологической стабильности в ирригационной промышленности Hunter Industries выпустила новые более экологичные оросители, в том числе MP800SR Rotator (ближнего действия) и новые установки для капельного и глубинного орошения, такие как Eco-Mat.

## Поджог
26 октября 2003 года в главном офисе Hunter Industries начался пожар, вероятно, из-за недовольного или бывшего сотрудника, хотя за это преступление никто не был привлечён к ответственности. В результате пожара пострадали складские и производственные помещения предприятия, в результате чего предприятие подверглось капитальному ремонту. Пожары начались в 8 местах здания с использованием катализаторов. Общий ущерб от пожара составил 17 миллионов долларов США.